# 横渡镇 (石台县)
横渡镇，是中华人民共和国安徽省池州市石台县下辖的一个乡镇级行政单位。

## 行政区划
横渡镇下辖以下地区：
横渡村、历坝村、香口村、河西村、兰关村、琏溪村和鸿陵村。